# Port lotniczy Rand
Port lotniczy Rand (IATA: QRA, ICAO: FAGM) – port lotniczy położony w Germiston, w Gautengu, w Republice Południowej Afryki.